# Алексеевка (Ольшанский сельсовет)
Алексеевка — деревня в Задонском районе Липецкой области России. Входит в состав Ольшанского сельсовета.

## Географическое положение
Деревня расположена на Среднерусской возвышенности, в южной части Липецкой области, в южной части Задонского района, на берегах реки Кобылья Снова. Расстояние до районного центра (города Задонска) — 20 км. Абсолютная высота — 128 метров над уровнем моря. Ближайшие населённые пункты — деревня Заря, деревня Писаревка, деревня Новопокровка, село Ольшанец, посёлок Освобождение, село Архангельское, деревня Котлеевка, деревня Петрово.

## Население
| 1859 | 2010 |
| ---- | ---- |
| 311  | ↘38  |

По данным Всероссийской переписи, в 2010 году численность населения деревни составляла 38 человек (16 мужчин и 22 женщины).